# تشارلز فيدال
تشارلز فيدال (بالفرنسية: Charles Vidal)‏ (13 نوفمبر 1933 فرنسا - ) هو لاعب كرة قدم فرنسي يلعب كلاعب وسط.

## روابط خارجية
- تشارلز فيدال على موقع قاعدة بيانات كرة القدم.إي يو (الإنجليزية)
- تشارلز فيدال على موقع عالم كرة القدم.نت (الإنجليزية)